# طیف (آنالیز تابعی)
در آنالیز تابعی مفهوم طیف (Spectrum) یک عمل‌گر از تعمیم مقادیر خاص ماتریس‌ها ناشی می‌شود. در فضاهای بینهایت بعدی عمل‌گرهایی را می‌توانیم سراغ بگیریم که بدون مقدار خاص باشند.